# Star (øl)
 For alternative betydninger, se Star. (Se også artikler, som begynder med Star)
Star var et varemærke for en pilsnerøl, der først blev markedsført af arbejderbevægelsens bryggeri Stjernen på Frederiksberg.
Bryggeriet blev grundlagt i 1902 og nedlagt 1964. Men øllen blev relanceret som billigmærke i 1990'erne af Carlsberg, men er i dag udgået af markedet.
Star kendes især på grund af nostalgiske klip med de gamle reklamer i Jørgen de Mylius' TV-programmer fra 1980'erne med sloganet Jeg vil hellere have en Star. Reklamerne er gamle biograf reklamefilm fra 1956. Dirch Passer og Kjeld Petersen var også med i et par "jeg vil hellere have en star" reklamefilm i 1950'erne. Reklamefilmene var et forsøg på at redde bryggeriet Stjernen efter anden verdenskrig.